# Franky Vandendriessche
Franky Vandendriessche (Waregem, 7 aprile 1971) è un allenatore di calcio ed ex calciatore belga, preparatore dei portieri del Kortrijk.

## Palmarès

### Club

#### Competizioni nazionali
- Tweede klasse: 1

Waregem: 1994-1995
- Coppa del Belgio: 1

Bruges: 2006-2007
- Supercoppa del Belgio: 1

Bruges: 2005